# Herdfeuer (Roman)

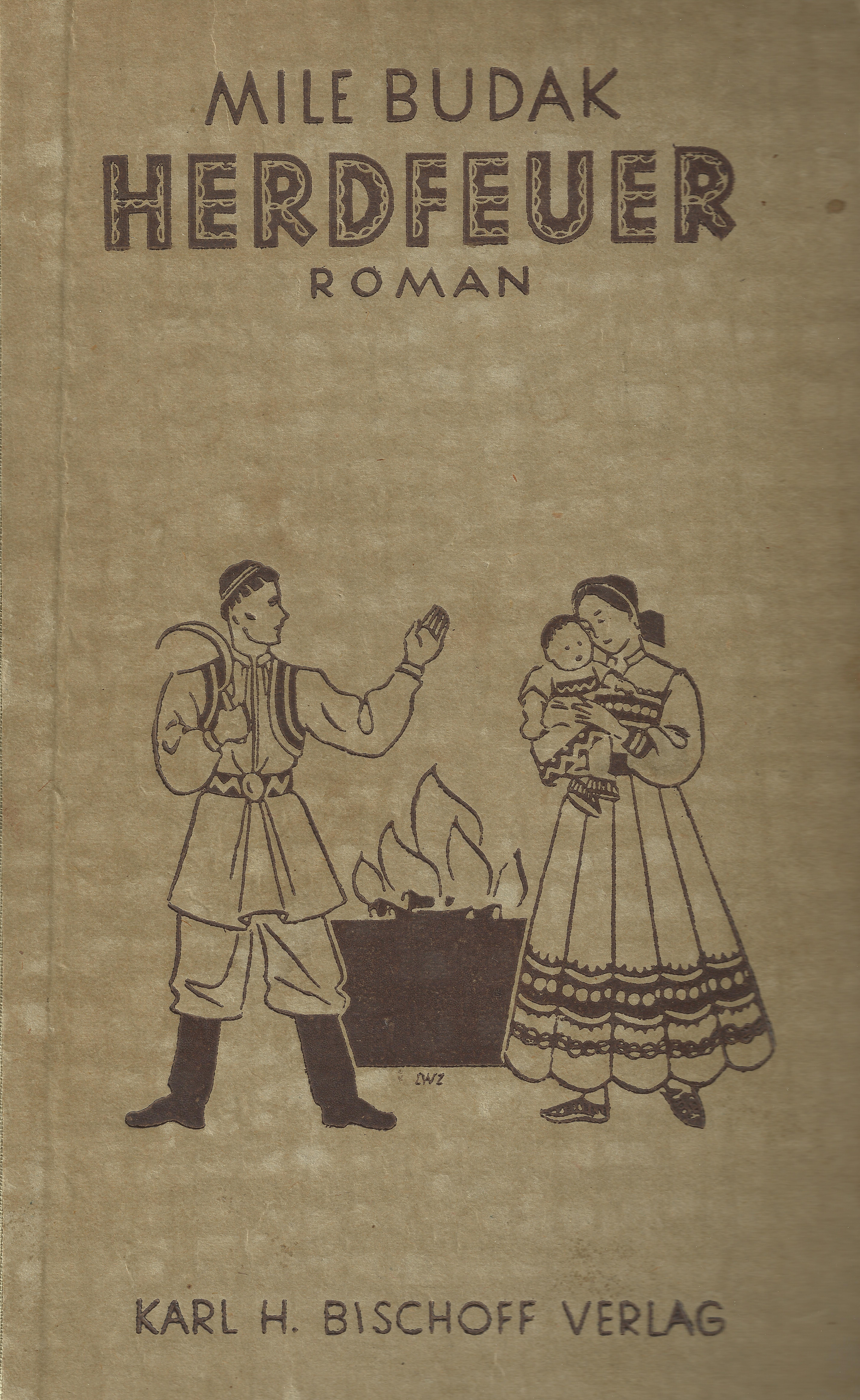
Buchdeckel der deutschen Ausgabe (1943)

Herdfeuer (Originaltitel kroatisch Ognjište : Roman iz ličkog seljačkog života = Der Herd : Roman aus dem bäuerlichen Leben der Lika) ist ein Bauernroman von Mile Budak (1889–1945), der 1938 erstmals in kroatischer Sprache veröffentlicht wurde. Budaks Hauptwerk erschien 1943 erstmals in deutscher Übersetzung und wurde 2023 neu aufgelegt.
Der Roman ist ein Musterstück der realistischen Dorferzählung; einem Genre, welches die besten Leistungen für die kroatische und serbische Literatur hervorbrachte (z. B. auch durch die Autoren Josip Kozarac, Dinko Šimunović, Slavko Kolar sowie Laza Lazarević, Janko Veselinović, Borisav Stanković). Den auch in seiner deutschen Ausgabe zeitgenössisch erfolgreichen Roman, zählte der Slawist Reinhold Trautmann zu den „großen slavischen Romanen“. Für den Literaturkritiker Josef Laßl war der Roman ein ebenso bedeutendes Werk, wie die Erzählungen des Literaturnobelpreisträgers Ivo Andrić.
Gegenstand des Romans ist die Zadruga, die früher bei den Südslawen verbreitete Form der Großfamilie, deren Struktur durch drei Generationen am Beispiel zweier miteinander versippten Großfamilien erzählt wird. In dem über 900 Seiten umfassenden Werk zeichnet Budak, ein kulturgeschichtlich sehr interessantes Bild der heute nicht mehr bestehenden Zadruga. Er schildert die Landschaft sowie das alte Volksleben und die Volkssitten der Lika und steigert „das Leben seiner Likabauern zum epischen Sinnbild des menschlichen Kämpfertums auf Erden.“

## Geschichte

### Entstehung

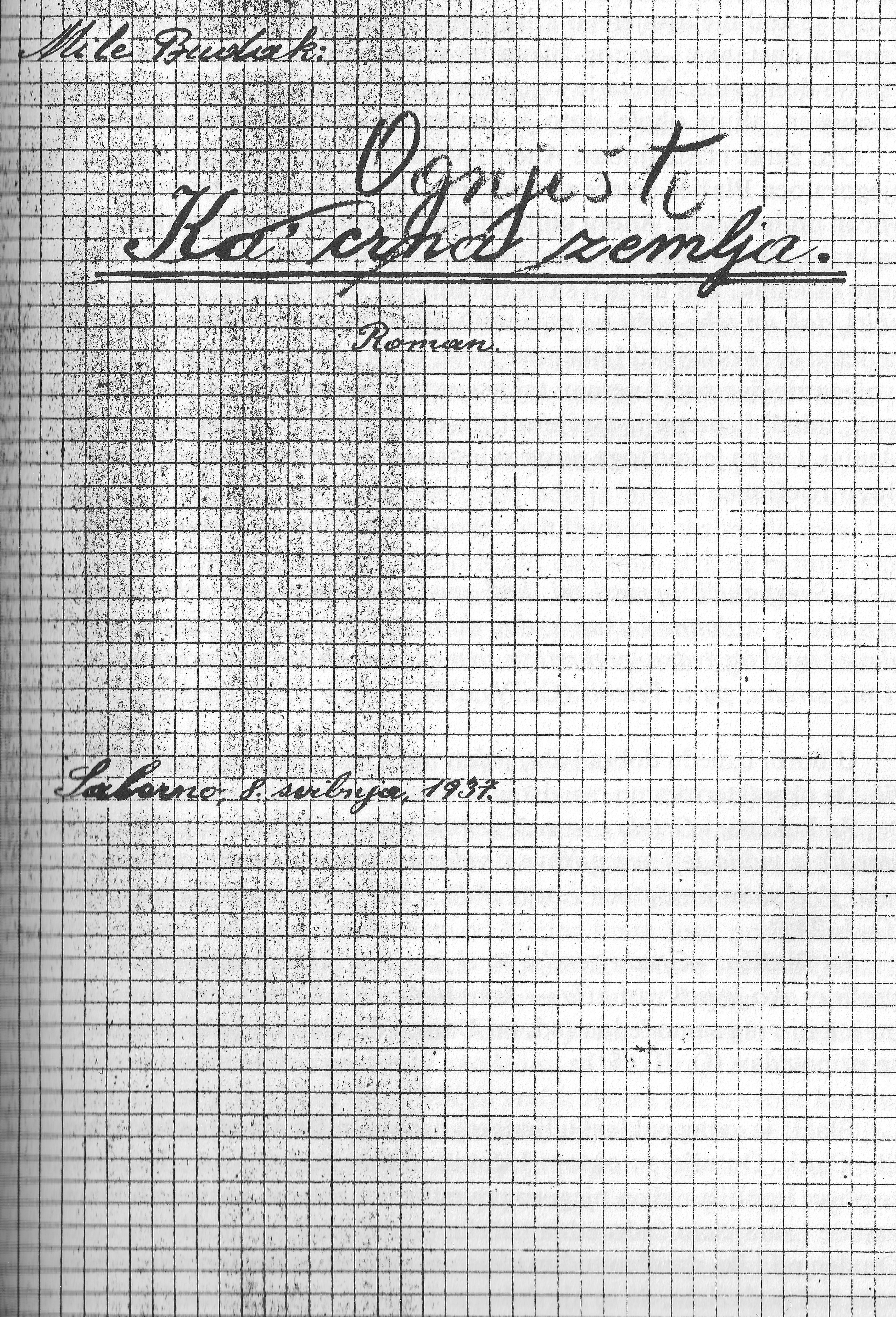
Erste Seite des handschriftlichen Manuskripts

Mile Budak schrieb den Roman im italienischen Exil, in das er sich aufgrund seiner politischen Aktivitäten flüchten musste. Er begann die Aufzeichnungen am 8. Mai und beendete sie schon am 19. Juni 1937 im Hotel Montestella in Salerno. Der Arbeitstitel lautete Ka’ crna zemlja (Wie die schwarze Erde) und verweist auf die Charaktereigenschaft des Lukan, einer Hauptperson des Romans. Später erhielt der Roman den Originaltitel Ognjište. Budak selbst sagte über die Personen und den Titel seines Romans:

„Ich war im Jahre 1928 mit Ivka und den Kindern in Sveti Rok. Ich hörte von ihr [Anera] und sprach mit Onkel Lukan. Ich wollte die alte und ursprüngliche Verbindung zwischen diesen Menschen und ihrem Land, den Werten und Übereinkünften die aus dieser Verbindung hervorgehen, ausdrücken. „Wie die schwarze Erde“ … dieser Satz ist in ihren Augen: Freundlichkeit, Geduld, Fleiß, Treue, Gewissen, Pflicht, Leistung. All dies, „wie die schwarze Erde“ … Lukan, Anera, Zekan, sie sind alle „wie die schwarze Erde“.“

### Veröffentlichung
Nach Budaks Rückkehr aus dem Exil in das Königreich Jugoslawien im Jahr 1938, erschien der Roman noch im selben Jahr als kroatische Erstausgabe im Verlag des wichtigsten kroatischen Kulturvereins Matica hrvatska.
Nach 1945 durfte der Roman im kommunistischen Jugoslawien nicht mehr verlegt werden. Im Jahr 1966 wurde eine Ausgabe von Kroaten in den Vereinigten Staaten herausgegeben.
Im Jahr 1990, als die Unabhängigkeitsbestrebungen Kroatiens bereits in vollem Gange waren, erschien wiederum im Verlag des Kulturvereins Matica hrvatska eine dreibändige Reprintausgabe des Romans.
Nach der Unabhängigkeit Kroatiens erschien der Roman im Jahr 1995 als zweibändige Neuausgabe, wieder beim Verlag Matica hrvatska in der Reihe Stoljeća hrvatske književnosti (Das Jahrhundert kroatischer Literatur). Diese Ausgabe beinhaltet außerdem Lebenslauf, Bibliografie, Ausgaben- und Literaturverzeichnis des Autors, Faksimiles uvm.

### Übersetzungen
Nachdem verschiedene administrative und technische Hindernisse (deutsche Übersetzung, Propagandaministerium, Reichskulturkammer, Verlagsrechte, Papierbeschaffungsamt, Devisenstelle, Druckereien usw.) überwunden waren, wurde der Roman im Kriegsjahr 1943 in deutscher Übersetzung mit dem Titel Herdfeuer vom Karl H. Bischoff Verlag verlegt. Die Übersetzung aus dem Kroatischen besorgte Dr. Franz Hille, der im Oktober 1941 als Dozent für deutsch-kroatische kulturelle Beziehungen an die kroatischen Universitäten berufen wurde. Die deutsche Erstausgabe erschien am 29. April 1943 und hatte trotz Papierrationierung, eine damals hohe Auflage von 20.050 Exemplaren.
Die Resonanz auf den Roman war in Deutschland sehr positiv. So schrieb der Verlagsinhaber Karl Heinrich Bischoff in seinem Brief vom 17. September 1943, an den kroatischen Schriftsteller Antun Bonifačić:

„[…] dass die Stimmen über diesen Roman in Deutschland ausserordentlich günstig sind. Dies betrifft nicht nur die Äußerungen der Presse, die sich mit großer Bereitwilligkeit mit dem Werk Sr. Exzellenz befasst hat, sondern es betrifft vor allem auch die Meinungsäußerungen privater Leser, des deutschen Buchhandels usf. Fast alle Stimmen sind begeistert und rechnen dieses Werk zu einem der schönsten Beispiele des wirklichen europäischen Schrifttums.“

Im Jahr 1944 erschien der Roman auch in finnischer Übersetzung.

### Geplante Verfilmung
Schriftliche Korrespondenz mit dem Karl H. Bischoff Verlag belegt, dass im Jahr 1943 die Tobis Filmkunst und Terra Film sowie im Jahr 1944 die UFA-Filmkunst die Verfilmung des Romans erwogen. Die Verfilmung kam jedoch kriegsbedingt nicht mehr zustande.

### Dramatisierung
Bereits im Jahr 1938 erfolgte die Dramatisierung des Romans durch Tito Strozzi (1892–1970) und Vojmil Rabadan (1909–1988). Im Jahr 1942 besorgte Antun Dobronić (1878–1955) die Vertonung, als Mysterium in zwei Akten mit Vor- und Zwischenspiel. In der Dramatisierung des Oberspielleiters am kroatischen Staatstheater Vojmil Rabadan, wurde das Bühnenwerk in Zagreb, Sarajevo, Osijek, Sofia, Prag und Wien aufgeführt.

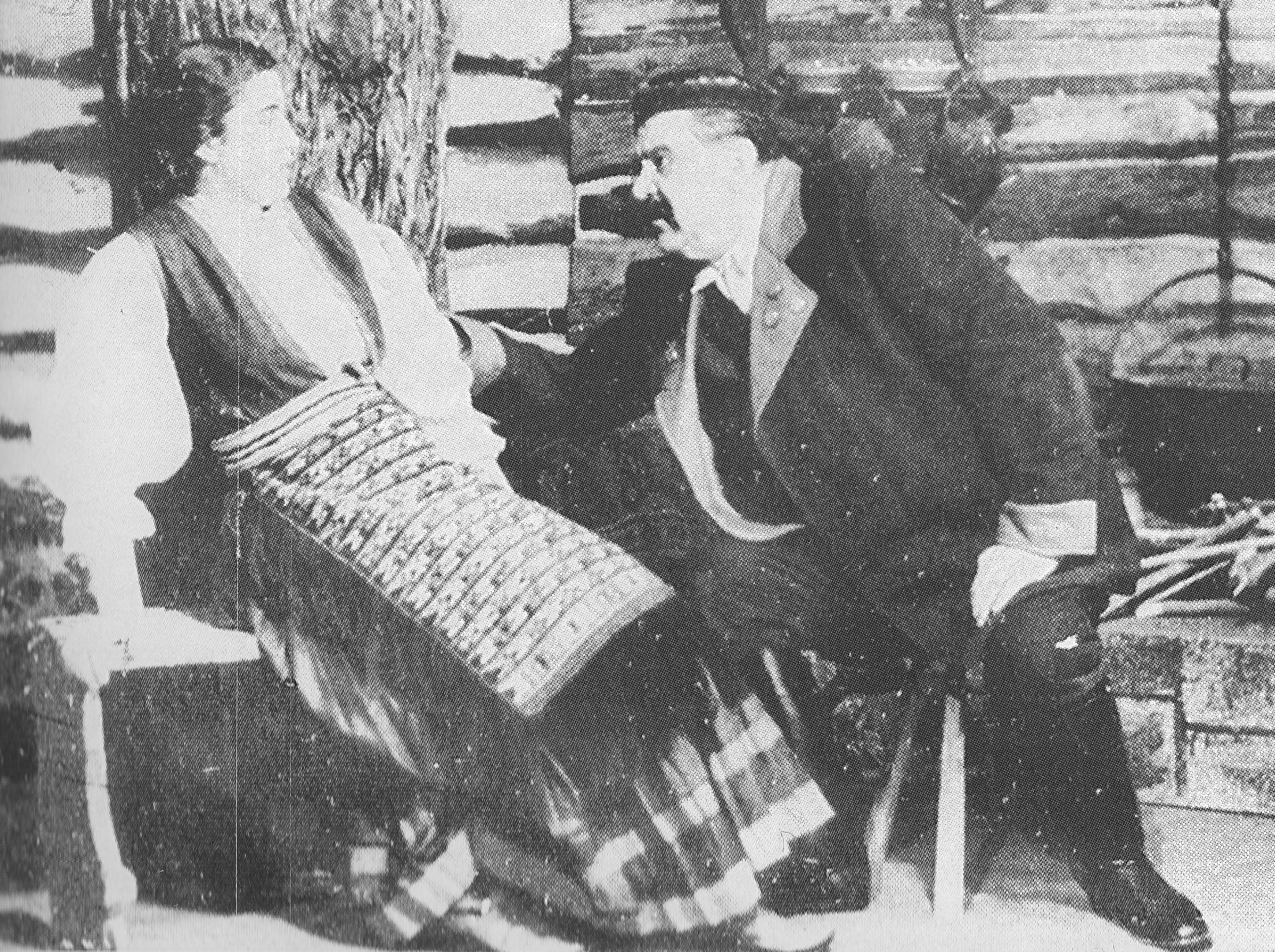
Anera und Blažić (Aufführung in Sofia, Bulgarien)

Die Premiere am Deutschen Volkstheater in Wien unter Walter Bruno Iltz fand am 11. März 1943 statt. Die Bearbeitung und Regie erfolgte durch Otto Burger. Das Bühnenbild gestaltete Gustav Manker. Die Hauptrollen spielten Gert Fröbe (Joso), Willy Rösner (Blažic), Dorothea Neff (Manda), Inge Konradi (Baruša) und Hans Frank (Lukan). Die deutsche Übersetzung besorgte der Kulturattaché der kroatischen Gesandtschaft in Berlin Ivan von Alpi-Rauch (vollständig: Dr. Ivan Hans Friedrich plementi Alpi-Rauch de Nyék; † 25. Mai 1945), der dazu schrieb:

„Die Übersetzung des „Herdfeuers“ sollte nicht nur ein spannendes und künstlerisch schönes Werk zeigen, sondern sie sollte vor allem die Art des Fühlens, Denkens und Sprechens des Bauern eines kroatischen Kernlandes so unverfälscht wie möglich dem Deutschen nahebringen.“

Nach dem Zweiten Weltkrieg wurde das Stück erst am 12. April 1991 kurz vor der Unabhängigkeit Kroatiens, am kroatischen Nationaltheater wieder aufgeführt.

## Inhalt
In einem Dorf in der Lika, während und nach dem Ersten Weltkrieg:
Die Lika ist Grenzgebiet Kroatiens, ein armes, karstiges, gebirgiges Gebiet, wo die Bauern im Schweiße ihres Angesichts mühsam ihr Leben fristen. Selbst die Reichen unter ihnen wohnen in Häusern mit winzigen Stuben, direkt neben dem Vieh, ohne den geringsten hygienischen Komfort. Dieser schlichten, geradezu primitiven Lebensführung als Hirten und Bauern entspricht eine absolute Geradlinigkeit in allen moralischen Fragen, ein altväterisch-patriarchalisches System und ein Beschränken des Interesses auf Hof und Herd. Man nimmt eine Frau, um eine tüchtige Arbeitskraft zu gewinnen, und man zeugt Kinder, weil das „Herdfeuer“ nicht verlöschen darf: wichtigstes Anliegen jeder Familie.
Hauptgestalt des Buches ist Anera, eine für die dortige Landschaft ganz ungewöhnliche, mutige und schöne Frau. Ihre wechselhafte Verbundenheit mit zwei einander benachbarten Familien des Dorfes bildet den Anlass zu dem dramatischen Geschehen.
Die eine Familie wird einmütig von den beiden Brüdern Zekan und Lukan geführt. Besonders Lukan tritt im Laufe der Handlung immer stärker in den Vordergrund. Von ihm heißt es: „Lukan ist wie die schwarze Erde! Du trittst sie mit Füßen, pflügst und gräbst sie um, beschmutzt sie, und sie ist immer dieselbe gute, geduldige, schweigsame Mutter Erde […] Alles erträgt sie geduldig – bis sie einmal ihren Schlund öffnet. Aber dann verschlingt sie Holz und Stein und Vieh und Mensch […]“
Die andere Familie, wie dort üblich in der Gütergemeinschaft der Zadruga lebend, wird von Blažić geführt. Der Älteste seiner zahlreichen Kinderschar ist Mića, sein zweiter Sohn Joso. Mića liebt seit seiner Kindheit Anera und will sie heiraten. Blažić, der „den Teufel in sich hat“, ist heimlich von einer Leidenschaft zu Anera ergriffen. Er hofft, sie sich noch gefügig zu machen. Als Schwiegervater ist ihm das verwehrt, er widersetzt sich deshalb mit allen Mittel der Heirat. Als Mića Anera heimlich ins Elternhaus führt und sich mit ihr verbindet, weist Blažić Sohn und Schwiegertochter aus dem Haus, eine für die Lika ungeheuerliche Handlung. Die beiden müssen sich eine kleine Hütte bauen und mühsam ihren Lebensunterhalt verdienen. Joso unterstützt sie heimlich nach Kräften.
Die Männer müssen in den Krieg ziehen. Mića kehrt nicht zurück. Lange Zeit will Anera seinen Tod nicht wahrhaben und hofft jahrelang auf seine Rückkehr. Lukan verliert durch zahlreiche Unglücksfälle seine ganze Familie. Es bleibt ihm lediglich ein Baby, sein Enkel, der einzige, um seine Familie, um das Herdfeuer zu erhalten. Anera, die seit ihrer Heirat freundliche Aufnahme in Lukans Familie gefunden hatte und dort häufig als Tagelöhnerin arbeitete, erbarmt sich seiner großen Not, führt ihm den Haushalt und zieht den kleinen Enkel zusammen mit ihren eigenen beiden Söhnen auf. Der Entschluss, ihre geliebte Hütte, wo sie mit Mića glücklich war, zu verlassen, fällt ihr umso leichter, als sie inzwischen nach einem nächtlichen Besuch Blažićs dessen unselige Leidenschaft mit Schrecken wahrgenommen hat und allein in der Hütte zu ungeschützt gegen dessen Angriffe ist. Joso, der sie schützen könnte, will sie nicht gegen den eigenen Vater aufhetzen. So schweigt sie.
Lukan und Anera trotzen allem Klatsch, der wegen ihres Zusammenlebens entsteht. Da stirbt jedoch der kleine Enkel an einer Seuche. Lukan ist völlig zusammengebrochen. Nach schweren inneren Kämpfen entschließt sich Anera, die sich inzwischen vom Tod Mićas überzeugen lassen musste, Lukan eine Gefährtin zu werden und ihm die Kinder zu gebären, die er braucht, um seinen Herd nicht erlöschen zu lassen. Damit ist sie auch vor Blažić sicher. Ihre Liebe zu Mića ist dadurch unberührt. Lukan akzeptiert dankbar. Er sieht in Anera eine schwesterliche, verehrungswürdige Frau, die in wunderbarer Weise mit ihm harmoniert. Die offizielle Heirat bleibt den beiden vorläufig verwehrt, da Mićas Tod amtlich noch nicht beglaubigt ist. Blažić schäumt vor Wut.
Anera hat Lukan bereits zwei Kinder geboren. Neue Heimkehrer aus Russland sind angekündigt. Blažić streut das unsinnige Gerücht aus, Mića selbst sei bei den Heimkehrern. Gegen ihr besseres Wissen wird Anera von Panik ergriffen. In ihrer Verwirrung geht sie zur Hütte zurück, während Lukan die Heimkehrer im nächsten Ort erwartet. Bei seiner Rückkehr findet er Aneras Leiche. Er erkennt, dass Blažić ihr Mörder ist. Die letzte Auseinandersetzung zwischen den beiden so verschiedenartigen Männern ist unausbleiblich. Lukan, gleich „der schwarzen Erde“ bisher so geduldig, übernimmt die Vergeltung und erschlägt Blažić, damit dessen Mordabsichten zuvorkommend.

### Trivia
- Das Dorf offenbart sich erst im letzten Satz als der Geburtsort von Mile Budak, Sveti Rok:

„Die Strahlen des Mondes beschienen die Kirche des heiligen Rochus [kroatisch: Sveti Rok], deren Turm seltsam und wie ein unermüdlicher Wächter emporragte, ein Beschirmer unserer friedlichen, darbenden und unzerstörbaren ewigen Herde.“

- Zahlreiche Figuren und Textstellen verweisen auf ältere Erzählungen von Mile Budak, in denen sie ebenfalls vorkommen, z. B.:
  - das Brüderpaar Dujmina und Jadre (S. 23), aus Großvater Dujmina (Originaltitel: Pod gorom, 1930)
  - der Wolf šeponja (S. 53, 58), aus Der dreibeinige Wolf (Originaltitel: Vuk šeponja, 1933)
  - der Dorfälteste Mijatina (S. 197, 202, 248), aus Wem gehört der Velebit (Originaltitel: Čiji je Velebit, 1933)
  - Lukan und die Flüsse Opsenica und Ojevac (S. 45), aus Unsere liebe Opsenica
- Der Roman spiegelte das bäuerliche Leben Kroatiens und dessen Sprache derart wider, dass er als Hauptquelle für die Ausarbeitung eines offiziellen kroatischen Wörterbuchs (Rječnik hrvatskoga jezika) dienen sollte.[23]
- Die politischen Verhältnisse in Kroatien zur Zeit der Entstehung des Romans spiegeln sich durch eine Symbolik wider. So wird seine Hauptperson Anera (Symbol für Kroatien) von ihrem Schwiegervater Blažić (Symbol für die serbischen Unterdrücker Kroatiens) geschändet, getötet und von ihrem Ehemann Lukan (Symbol des kroatischen Freiheitskampfes) gerächt.[24]

## Ausgaben (Auswahl)

### Kroatisch
- Ognjište : Roman iz ličkog seljačkog života. 4 Bde. Matica hrvatska, Zagreb 1938.
- Ognjište. Roman iz ličkog seljačkog života. 4 Bde. Hrvatske štamparije, Chicago 1966.
- Ognjište. Roman iz ličkog seljačkog života. 3 Bde. Nakladni zavod Matice hrvatske, Zagreb 1990.
- Ognjište. Roman iz ličkog seljačkog života. 2 Bde. Matica hrvatska, Zagreb 1995.

### Deutsch
- Herdfeuer. Karl H. Bischoff Verlag, Berlin/Wien/Leipzig 1943, DNB 572788169 (Übersetzer Dr. Franz Hille).
  - Einzelstücke dieser Ausgabe wurden als Prachtausgaben vom Wortführer des Leipziger Buchbinderhandwerks der 1940er- bis 1960er-Jahre[25] Walter Veit[26][27] in Handarbeit hergestellt. Ausgestattet mit einem Pergament-Einband mit Vergoldung und Farbprägung, Rundum-Goldschnitt, Schuber und eingeprägtem Wappen des Unabhängigen Staates Kroatien im Vorsatzblatt. Diese Prachtausgaben wurden von Budak offenbar an deutschsprachige Freunde und hochgestellte Persönlichkeiten verschenkt, so z. B. an Siegfried Kasche „als Zeichen freundschaftlicher Aufmerksamkeit zum Geburtstag“.[28]
- Herdfeuer (= Die vergessene Bibliothek). Verlag für Sammler, Graz 2023, ISBN 978-3-85365-341-8 (Mit einem Vorwort von Slobodan Novak).

### Finnisch
- Omilla tulilla. 2 Bde. Suomen kirja, Helsinki 1944 (Übersetzer Juhani Hollo).